# Puccinia baccharidis-hirtellae
Puccinia baccharidis-hirtellae ist eine Ständerpilzart aus der Ordnung der Rostpilze (Pucciniales). Der Pilz ist ein Endoparasit des Korbblütlers Archibaccharis hirtellae. Symptome des Befalls durch die Art sind Rostflecken und Pusteln auf den Blattoberflächen der Wirtspflanzen. Sie ist ein Endemit Mexikos.

## Merkmale

### Makroskopische Merkmale
Puccinia baccharidis-hirtellae ist mit bloßem Auge nur anhand der auf der Oberfläche des Wirtes hervortretenden Sporenlager zu erkennen. Sie wachsen in Nestern, die als gelbliche bis braune Flecken und Pusteln auf den Blattoberflächen erscheinen.

### Mikroskopische Merkmale
Das Myzel von Puccinia baccharidis-hirtellae wächst wie bei allen Puccinia-Arten interzellulär und bildet Saugfäden, die in das Speichergewebe des Wirtes wachsen. Ihre Spermogonien und Aecien sind bislang unbekannt, ebenso die Uredien des Pilzes. Ihre hell zimtbraunen bis goldenen Uredosporen sind 21–26 × 19–22 µm groß, eiförmig bis breitellipsoid und stachelwarzig. Die blattunterseitig wachsenden Telien der Art sind dunkel zimtbraun, kompakt und unbedeckt. Die gold- bis klar kastanienbraunen Teliosporen sind zweizellig, in der Regel breitellipsoid bis ellipsoid, feinwarzig und meist 38–46 × 25–30 µm groß. Ihre Stiele sind farblos und bis zu 75 µm lang.

## Verbreitung
Das bekannte Verbreitungsgebiet von Puccinia baccharidis-hirtellae umfasst lediglich den Süden Mexikos.

## Ökologie
Die Wirtspflanze von Puccinia baccharidis-hirtellae ist Archibaccharis hirtellae. Der Pilz ernährt sich von den im Speichergewebe der Pflanzen vorhandenen Nährstoffen, seine Sporenlager brechen später durch die Blattoberfläche und setzen Sporen frei. Die Art durchläuft einen makrozyklischen Entwicklungszyklus mit Spermogonien, Aecien, Telien und Uredien. Als autöker Parasit macht sie keinen Wirtswechsel durch.